# Вальдфридхоф (Оберменцинг)
Кладбище Вальдфридхоф (нем. Waldfriedhof — «Лесное кладбище») — одно из 29 кладбищ Мюнхена, расположенное на Bergsonstraße, 32 в районе Оберменцинг (бывшего поселения Менцинг, вошедшего в состав Мюнхена). Является охраняемым памятником культуры.

## История
Кладбище было открыто в 1913 году в бывшем муниципалитете Оберменцинг и занимает площадь 8,02 гектара. В 1912—1913 годах на территории кладбища была построена часовня с траурным залом по проекту архитектора Адольфа фон Фрааса (нем. Adolf von Fraas).

## Известные личности, похороненные на кладбище
- Евфимий (Логвинов) (1953—2017) — советский искусствовед, игумен, насельник монастыря святого Иова Почаевского в Мюнхене.
- Чехова, Ольга Константиновна (1897—1980) — русская и немецкая актриса театра и кино.